# Ouled Khaled
Ouled Khaled è un comune dell'Algeria, situato nella provincia di Saida.